# William Valentine
William George Valentine (Lexington, 8 ottobre 1867 – Lago Michigan, 29 agosto 1932) è stato un arciere statunitense.
Partecipò alle gare di tiro con l'arco ai Giochi olimpici di Saint Louis 1904, in cui giunse ventiduesimo nella gara di doppio Americano.